# 偏亚砷酸钠
偏亚砷酸钠是一种无机化合物，化学式为NaAsO2。

## 危险性
偏亚砷酸钠有剧毒，对人类的致死量约为0.1g。